# Jardín Botánico y Zoológico Limbe

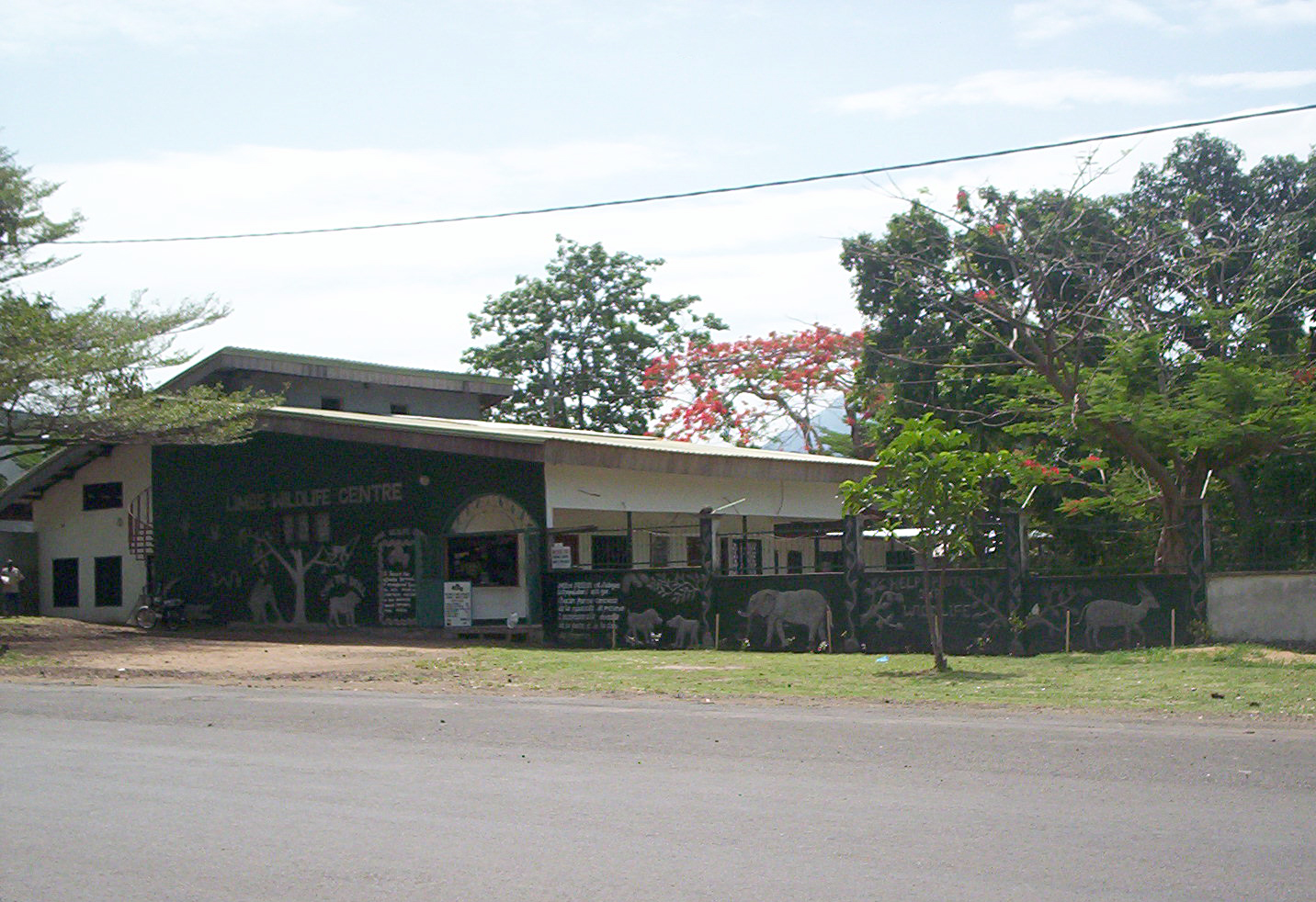
Exterior del Limbe Wildlife Centre.

El Jardín Botánico y Zoológico Limbe (en inglés: Limbe Botanical & Zoological Gardens) es un jardín botánico y zoológico de 48 hectáreas de extensión santuario de conservación de la biodiversidad animal y vegetal del monte Camerún, ubicado en Limbe, Camerún. Pertenece como socio al BGCI, siendo su código de identificación internacional LIMBE.

## Historia
El Jardín botánico de Limbe fue creado por un grupo de alemanes bajo la dirección de Paul Preus en 1892. En sus inicios era un campo de pruebas de aclimatación y centro para la introducción de especies exóticas de interés económico tales como café, coco, caucho, palma de aceite, banana, teca u caña de azúcar para su expansión y cultivo dentro del "Kamerun" y en otras colonias alemanas. Actualmente el Jardín botánico de Limbe es uno de los jardines botánicos tropicales más importantes de los existentes en el mundo. Como uno de los éxitos de los trabajos experimentales de especies cultivables en grandes alturas se encuentra el té (Camellia sinensis) que se estableció su cultivo en Buea. 

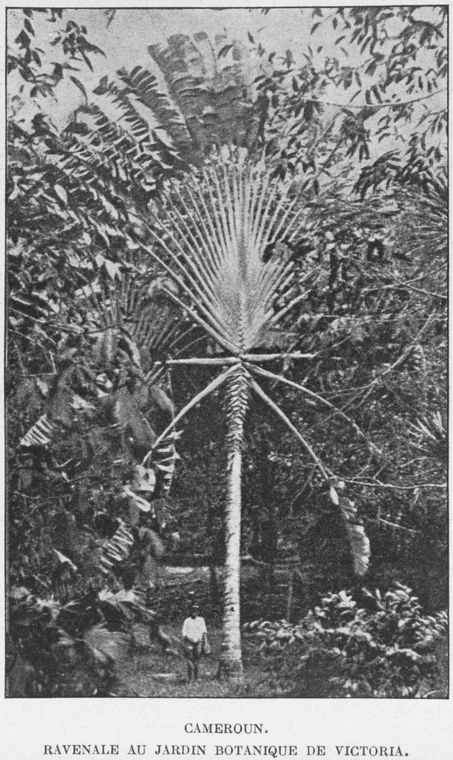
árbol del viajero en el jardín botánico camerunés.

Los británicos tomaron las riendas del jardín en 1920, con la supervisión del Real Jardín Botánico de Kew, y fue dirigido por un superintendente procedente de Kew. Los británicos se fueron en 1932 y el jardín fue dirigido por personal camerunés hasta 1958. Con la independencia del Camerún occidental en 1961, la dirección del jardín botánico fue asumida por el gobierno, pero a pesar de los esfuerzos de muchas personas el jardín tuvo un tiempo de declive en este periodo. 
En 1988, se inició una colaboración Británica camerunesa mediante un Memorandum de Entendimiento que condujo a la renovación y el desarrollo del jardín. Se redefinieron los límites del jardín y el papel del jardín botánico pasó de unas directrices enfocadas en el desarrollo agrícola a otras enfocadas en la conservación, educación, ciencia, turismo y ocio, más acordes con las necesidades actuales.

## Colecciones
Los hábitat ecológicos del zoológico y del jardín botánico se encuentran separados por delimitaciones naturales. 
De los 1,500 taxones de plantas que alberga el jardín botánico 1,000 son plantas herbáceas y 500 son árboles. Se mantienen exhibición de diversidad de especies de todo el mundo, además de especies de la región. Las plantas se encuentran agrupadas en 23 áreas de diferente temática, destacando : 
- Jardín de exhibición de ornamentales con plantas indígenas y exóticas que se cultivan con fines ornamentales. Entre las propias de la zona que se están introduciendo con éxito con fines comerciales se encuentran las Gardenia nitida, Scadoxus sp, Costus afer y Costus ambigua.
- Plantas arcaicas y colección de orquídeas nativas, en esta se incluyen plantas que ya existían en la era de los dinosaurios tales como las Cycas. También hay cultivares de Browenia y de Plumeria rubia, y la sorprendente Encephalatus bateri. Las orquídeas se encuentran de forma natural como epífitas sobre gran número de árboles, y algunas han sido recolectadas y agrupadas en el edificio del invernadero alemán de 1890, que es el edificio más antiguo del jardín.
- Estanque de plantas acuáticas
- El hábitat de la selva de las tierras bajas de Biafra, este hábitat ha permanecido sin cambio desde el tiempo de los alemanes e incluye más especies exóticas que nativas, Cedrela spp. (Caoba Americana) Artocarpus falcata y Arenga pinnata (Palma del azúcar). Entre las especies nativas se incluyen Ceiba pentandra, Terminalia superba, Ricinodendron heudelotii, Pterocarpus soyauxii y numerosos arbustos de la selva, lianas e hierbas. También se encuentran numerosas epifítas como orquídeas, helechos y Lauranteceae spp. También hay unos mangles como el Rhozophora spp. común a lo largo de las costas de Nigeria y Camerún.
- Árboles madereros de Camerún, algunos de los árboles madereros de la cuenca del río Congo de los que Camerún es uno de los mayores exportadores de estas preciadas maderas tal como, Moabi (Baillonella toxisperma), Bubinga (Guibourtia tessmanni), Wenge (Milletia laurentii), Zebrawood (Microberlinia bisulcata), Cam wood (Pterocarpus soyauxii), Ironwood (Lophira alata)
- Colección de frutas silvestres de Camerún, Irvingia gabonensis, Myrianthus arboreus, Dacryodes edulis, Spondias mangifera, Canarium schweinfurthii, Trichoscypha accuminata, Cola lepidota, Coula edulis.
- Plantas medicinales, en las que todas se utilizan en la medicina popular aunque no se ha probado científicamente su acción en la mayoría de ellas, de algunas de ellas se hacen extractos y se utilizan en las farmacias, así la Catheranthus roseus, ( de la cual procede un principio para curar la Leucemia), Cassia alata (con la que se obtiene una pomada para curar los hongos de la piel), Ancistrocladus korupensis ( de la que se está haciendo un cribado, con vistas a ser utilizada en la cura del sida, Tabernanthe iboga ( un alucinógeno), Pausinystalia johimbe (un afrodisiaco) . .
- Género Cola, este género es uno de los mayores de la familia de plantas Sterculiaceae, siendo esta región donde existen un mayor número de especies siendo el "Centro de Diversidad" para este taxón. En este jardín botánico se encuentra la mayor colección de este taxón sirviendo a un tiempo para su investigación y como banco de germoplasma.
- Colección de frutas comerciales y exóticas
- Colección de árboles maderables exóticos
- Helechos nativos, el monte Camerún es una región muy rica en especies de helechos muchos de ellos aún por descubrir.
- Productos de la selva, además de los árboles maderables en la selva hay una gran variedad de arbustos e hierbas con una gran variedad de aplicaciones y usos como plantas aromáticas y especias muy usadas en la cocina africana (Piper guineense, Aframomum melegueta, Irvingia gabonensis ) algunas endémicas de la región, y otras exóticas Anacardium occidentale, Myristica fragrans, Cinnamomum camphora y Cinnamomum verum. Otras como Thaumatococcus danielli ( especie nativa, que contiene un endulzante proteico en su fruta madura, que es bueno para diabéticos), Theobroma cacao,
- Palmetum, con una colección de Palmas africanas y de Madagascar, desde ecosistemas acuáticos, o palmas de los pantanos, hasta de hábitat secos, entre ellas, Nypa fruticans, Eremospatha wedlandiana, Eremospatha laurentii, Eremospatha hookeri, Lacosperma secundiflorum.
- Colección de plantas de rivera y de pantanos

Además, el jardín botánico alberga,
- Herbario, que fue creado desde su inicio en 1892 por los colonos alemanes como un medio de preservar especímenes de la rica flora del monte Camerún, consta de 30,000 especímenes de 1,400 especies, 700 géneros y 260 familias, así como 15,000 especímenes de recolecciones en la selva.
- The Limbe Wildlife Centre (Centro de recuperación de la vida silvestre de Limbe) cuyas actividades están enfocadas en el rescate y la rehabilitación de especies animales y vegetales. Con un programa especial de rescate y recuperación de primates de la región centroafricana.
- Laboratorios
- Aularios
- Museo de Ciencias Naturales
- Biblioteca
- Alojamientos para la plantilla de los trabajadores

## Actividades
El gobierno de Camerún y la "British Overseas Development Administration" (ODA) ("Administración Británica para el Desarrollo de Ultramar") están colaborando con la población local en la conservación de las selvas de Camerún para un desarrollo sostenible, promoviendo estudios de los recursos naturales encaminados a un beneficio, en último término, de toda la humanidad. Incrementar el desarrollo medioambiental de la sociedad en diversos niveles para propiciar un mejor futuro, y promover el turismo y el ocio medioambiental en la región. 